# Fluido
Un fluido è un materiale (generalmente costituito da una sostanza o da una miscela di più sostanze) che non è dotato di forma propria e non può sostenere uno sforzo di taglio per un tempo apprezzabile. A causa della configurazione plastica delle particelle, con il termine fluido si fa riferimento a liquidi, agli aeriformi, al plasma e, in alcuni casi, ai solidi plastici. Dal punto di vista macroscopico i fluidi sono sistemi continui, composti cioè da un numero infinito di elementi.

## Descrizione

### Studio dei fluidi
Un fluido è dotato di diverse caratteristiche: la viscosità, ovvero la facilità con cui un fluido cede allo sforzo di taglio; l'omogeneità, che determina quanto le proprietà fisiche si mantengano costanti all’interno del volume del fluido; la compressibilità, cioè la resistenza alle compressioni; la diffusione, ovvero la capacità di occupare tutto il volume a disposizione. La disciplina che si occupa dello studio dei fluidi in diverse condizioni in relazione alle sue caratteristiche, è detta fluidomeccanica. Nella fluidomeccanica si distinguono le seguenti branche:
- fluidostatica: se il fluido studiato in un sistema di riferimento in cui appare fermo;
- fluidodinamica: se il fluido è in moto.

### Differenze tra solidi e fluidi
Comunemente si usa distinguere i fluidi dai solidi per il fatto che questi ultimi hanno una forma propria, mentre i fluidi assumono la forma del recipiente che li contiene.
Nei solidi gli sforzi che si generano in conseguenza di una deformazione sono funzione della deformazione stessa, mentre nei fluidi gli sforzi sono proporzionali alla velocità di deformazione. Il comportamento fluido è caratterizzato dalla viscosità mentre quello solido dal modulo di elasticità (o di Young). A livello molecolare questo significa che due particelle di fluido inizialmente contigue possono essere allontanate indefinitamente tra loro da una forza anche piccola e costante; cessata la causa deformante, le particelle non tendono a riavvicinarsi (ritorno elastico): ciò è dovuto alla diversa entità delle forze intermolecolari che agiscono all'interno di un solido e di un liquido. 
Tale distinzione però consiste in un'approssimazione poiché in tutti i materiali reali gli sforzi sono funzione sia della deformazione che della velocità di deformazione. Ecco, quindi, che emerge un'ulteriore classificazione dei materiali, una terza per la quale entrambi i comportamenti coesistono e non è possibile trascurarne né l'uno né l'altro: si parla in questo caso di fluidi (o solidi) viscoelastici. 

### Viscosità lineare e nonlineare

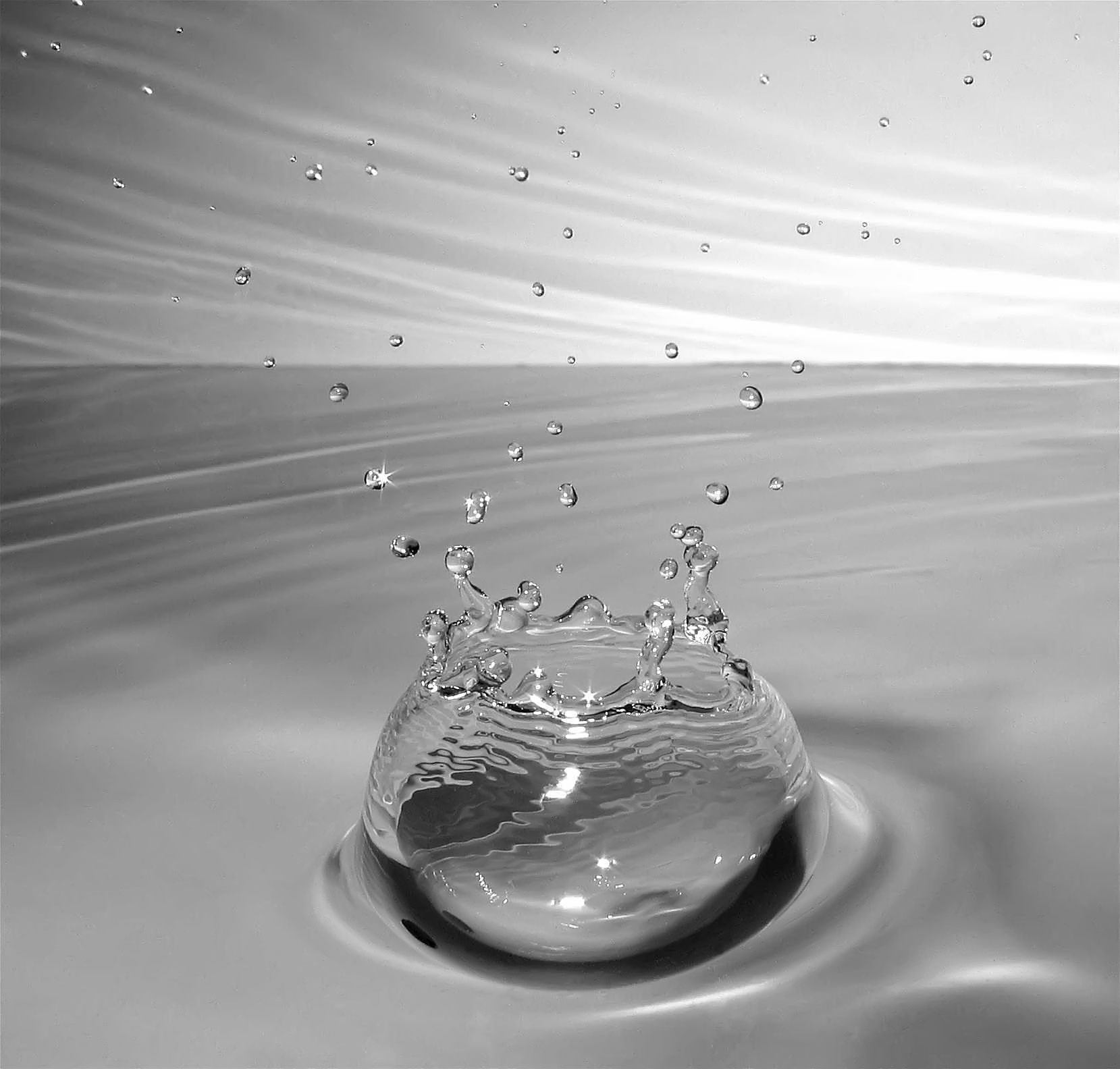
Impatto di una goccia d'acqua su una superficie liquida.

A seconda dalla linearità o meno della legge sforzo-deformazione del fluido, i fluidi possono essere classificati come:
- fluidi newtoniani: per i quali gli sforzi sono lineari nella (velocità di) deformazione;
- fluidi nonlineari: dove lo sforzo non è direttamente proporzionale alla velocità di deformazione.

Il comportamento dei fluidi è descritto da una serie di equazioni a derivate parziali, basate sulle leggi di conservazione della massa, del bilancio della quantità di moto e di conservazione dell'energia (le equazioni che descrivono i fluidi lineari sono le leggi di Navier).